# Высший военно-педагогический институт
Высший военно-педагогический институт — советское учебное заведение.

## История
Создан в 1940 году на базе военно-педагогического факультета Военно-политической академии имени В. И. Ленина.
Во время Великой Отечественной войны готовил в основном по краткосрочной программе политработников. Многие выпускники Института военных лет стали видными военными педагогами и учёными.
В 1946 году Институту было присвоено имя М. И. Калинина.
В 1958 году снова был преобразован в военно-педагогический факультет Военно-политической академии имени В. И. Ленина.

## Структура
Включал 4 факультета, курсы переподготовки, адъюнктуру.

## Подготовка слушателей
Осуществлял подготовку преподавателей общественных дисциплин для военных учебных заведений, политработников для войск.
Основу подготовки слушателей составляло изучение марксизма-ленинизма, партийно-политической работы, психологии, педагогики, военных дисциплин.

## Места дислокации
Дислоцировался в городах:  Калинин (1940—1941), Ташкент (1941—1944), Ленинград (1944—1958).
В Ленинграде располагался на Лермонтовском проспекте, д. 54 (здание бывшего Николаевского кавалерийского училища).